# Форествил (Мичиген)
Форествил (енгл. Forestville) град је у америчкој савезној држави Мичиген.

## Демографија
По попису из 2010. године број становника је 136, што је 9 (7,1%) становника више него 2000. године.
| Група             | 2000.       | 2010.       |
| Белци             | 118 (92,9%) | 126 (92,6%) |
| Афроамериканци    | 0 (0,0%)    | 0 (0,0%)    |
| Азијати           | 0 (0,0%)    | 0 (0,0%)    |
| Хиспаноамериканци | 3 (2,4%)    | 7 (5,1%)    |
| Укупно            | 127         | 136         |